# KK Spartak
O Košarkaški klub Spartak (sérvio:Кошаркашки клуб Спартак), chamado também de KK Spartak ou por Spartak Office Shoes em virtude de seu contrato de patrocinador, é um clube profissional de basquetebol sediado na cidade de Subotica, Sérvia que atualmente disputa a Liga Sérvia e a Liga Adriática (primeira divisão). Foi fundado em 1945 e manda seus jogos na Hala Sportova Dudova šuma.

## História
O clube foi fundado em 21 de abril de 1945 e é considerado um dos mais antigos clubes da antiga Iugoslávia. Na temporada 1990-91 começou a disputar a Liga Iugoslava de Basquetebol (YUBA) e tomou por costume figurar dentre os clubes da elite nacional.